# Опоровский, Анджей
Анджей Опоровский (ум. 1483) — польский церковный и государственный деятель, секретарь королевский, подканцлер коронный (1479—1483), администратор пшемысльской епархии (1476—1479) и епископ пшемысльский (1479—1481), затем епископ куявско-поморский (1481—1483).

## Биография
Представитель польского шляхетского рода Опоровских герба «Сулима». Сын воеводы ленчицкого Петра Опоровского (ок. 1405—1467). Братья — воевода бжесць-куявский Ян Опоровский и каштелян бжесць-куявский Николай Опоровский.
С 1455 года учился в Краковском университете, получил степень бакалавра в феврале 1458 года, а в январе 1460 года был повышен до магистра искусств. Продолжил учёбу в Болонском университете, где получил степень доктора права в 1462 году.
В начале своей карьеры Анджей Опоровский имел многочисленные бенефиции. В 1460 году стал каноником краковским. В августе 1463 года он стал кантором влоцлавской кафедры. В 1464 году получил сан каноника гнезненского и пытается получить сан каноника ленчицкого капитула. В 1465 году вёл давний спор за гнезненский каноникат с несколькими священниками, в том числе с Якубом Сиеннским и Винцентом Келбасой. В 1465 году он стал каноником плоцким и схоластиком краковским. В 1466 году в качестве кантор влоцлавский просил у Ватикана должности архидьякона гнезненского и декана ленчицкого, которые потерял Ян Пенёнжек из-за убийства. Папа римский приступил к рассмотрению просьбы. Анджей Опоровский 14 февраля 1466 года пообещал платить аннаты за ленчицкий деканат, который получил 11 июня 1467 года. В июне 1466 года он превратил влоцлавскую канторию в каноникат во главе с Яном Горским. Также был архидьяконом калишским.
Начал политическую карьеру с работы в канцелярии королевской, вероятно, после возвращения с учёбы в Италии. В 1464 году Анджей Опоровский был уже секретарем королевским, в качестве королевского посла ездил в гнезненский капитул, рекомендуя возвести в сан архиепископа Гнезно Яна Грущинского. В 1470 года как королевский посол ездил к великому магистру Тевтонского ордена Генриху Реффле фон Рихтенбергу.
В 1471 году после смерти плоцкого епископа Сцибора из Госьценчиц Анджей Опоровский при поддержке короля Казимира Ягеллончика был избран плоцким капитулом епископом. В результате вмешательства германского императора Фридриха III и папы римского Сикста IV Анджей Опоровский не был допущен на плоцкое епископство, которое в конечном счете возглавил мазовецкий князь Казимир Плоцкий. В том же 1471 года папа римский назначил Анджея Опоровского кандидатом на вармийское епископство, переведя тогдашнего епископа вармийского Николая Тунгена на епископство в Камне-Поморском. Однако Николай Тунген отказался исполнять решение папы и не отступил под угрозами короля Казимира Ягеллончика, что привело к так называемой «Войне священников» (1478—1479). Прусские станы на сейме в Пётркуве в марте 1472 года высказались против кандидатуры Анджея Опоровского и поддержали Николая Тунгена, который захватил значительную часть Вармии. Казимир Ягеллончик признал Анджея Опоровского законным епископом вармийским. Опоровский в конце 1472 года отправился в Рим, где был признан епископом вармийским. В марте 1473 года он вернулся в Польшу, но не смог вступить в должность, которая находилась в руках конкурента. В 1479 году Николай Тунген окончательно закрепил за собой сан епископа вармийского.
После назначения в епископы вармийские должности каноника влоцлавского, плоцкого и крушвицкого занял Анджей Боришевский. На должность декана ленчицкого стал претендовать Ян Пенёнжек, обратившийся с просьбой к папе. В июне 1471 года Анджей Опоровский вступил в спор о познанском каноникате с Яном из Лукова, который уже имел эту пребенду. В январе 1472 года Опоровский отказался от сана архидьякона гнезненского.
В дальнейшем Анджей Опоровский активно участвовал в политической деятельности. В 1476 году он сопровождал короля во время присоединения Сохачевской земли к королевским владениям, находился на съезде прусских станов в Мальборке. В мае 1477 года он ездил к саксонским князьям, в 1476 и 1477 годах ездил во главе посольства к германскому императору Фридриху III Габсбургу, в 1479 году принимал участие в свадьбе королевской дочери Софии Ягеллонки с Фридрихом, сыном маркграфа Альбрехта Бранденбургского во Франкфурте-на-Майне.
В середине 1479 года Анджей Опоровский получил должность подканцлера коронного от Станислава Курозвенцкого, который стал канцлером великим коронным.
5 октября 1476 года просьбе польского короля Анджей Опоровский был назначен папой римским администратором пшемысльской епархии, а 1 октября 1479 года папа утвердил его в звании епископа пшемысльского. После вступления Збигнева Олесницкого в сан архиепископа гнезненского в конце 1480 года король назначил его на должность епископа куявского. 12 октября 1481 года Опоровский получил папское утверждение. Поглощенный государственными делами, он не занимался влоцлавской епархией и никогда в ней не был. До середины 1480 года Анджей Опоровский находился в Польше, позднее, в 1483 году постоянно присутствовал при короле Казимире Ягеллончике в Литве, где руководил работой королевской канцелярии. Тогда дважды ненадолго приезжал в Польшу. В декабре 1480 года был в Торуни, а в январе 1481 года в старосте крушвицком (которое он держал вместе с братьями), откуда отправился в Литву. В июле 1481 года находился во Влоцлавеке по неизвестному делу.
Скончался в Меркине в ВКЛ после 25 апреля и до 7 мая 1483 года. По собственному желанию он был похоронен в Влоцлавском кафедральном соборе в пресвитерии перед большим алтарем. Перед смертью он составил завещание. 1000 венгерских злотых выделил на строительство часовни во Влоцлавском соборе и украшение алтаря Святого Фабиана и Святого Себастьяна. 1000 венгерских злотых завещал королю, остальные деньги и вещи разделил между родственниками, друзьями, слугами и нищими. Костёлу в Опоруве завещал 200 гривен на отделку часовни и подарил ему свою библиотеку. Имущество, унаследованное от отца, замок Крушвица и города: Крушвица, Гебице и Скульск с деревнями были разделены между его братом, воеводой бжесць-куявским Яном Опоровским, и племянником Анджеем Опоровским, последующим воеводой ленчицким.